# Don Kirshner
Donald Clark "Don" Kirshner, conosciuto anche come The Man With the Golden Ear (New York, 17 aprile 1934 – Boca Raton, 17 gennaio 2011), è stato un editore musicale e produttore discografico statunitense.
Tra le sue collaborazioni principali vi sono quelle con The Monkees, Kansas e The Archies.

## Biografia
Nato nel Bronx di New York, nella seconda metà degli anni '50 è stato attivo con la compagnia di distribuzione musicale Aldon Music, fondata e gestita insieme a Al Nevins. Tra gli artisti che pubblicavano con la Aldon vi erano Carole King, Gerry Goffin, Neil Diamond, Paul Simon, Phil Spector, Neil Sedaka e altri.
Ha lavorato anche nella Chairman Records, una sussidiaria della London Records, negli anni '60. Con la Calendar Records ha prodotto le prime hit dei The Archies, poi ha lavorato anche con i Kansas, prodotti dalla casa discografica da lui fondata, la Kirshner Records.
Negli anni '60 è stato assunto dai produttori dei The Monkees per la promozione di diverse canzoni.
Dal 1973 al 1981, per un totale di 230 episodi, ha condotto il varietà musicale televisivo Don Kirshner's Rock Concert.
È morto nel 2011 in Florida. L'anno seguente è stato inserito nella Rock and Roll Hall of Fame, in particolare nella lista dei "non-performer".